# 이데 하루야
이데 하루야(일본어: 井出 遥也, 1994년 3월 25일 ~ )는 일본의 축구 선수이다. 현재 J1리그의 비셀 고베에서 뛰고 있다.

## 구단 경력
그는 2011년부터 J리그의 제프 유나이티드 지바, 감바 오사카, 몬테디오 야마가타, 도쿄 베르디, 비셀 고베에서 뛰었다.